# Projekt 18270
Projekt 18270 (v kódu NATO třída Bester) je lodní třída hlubokomořských záchranných plavidlo ruského námořnictva. Postaveny byly dvě jednotky této třídy.

## Stavba
Ruská loděnice Krasnoje Sormovo ve městě Nižnij Novgorod postavila dvě jednotky této třídy. Prototypové plavidlo ve verzi projekt 18270 do služby vstoupilo roku 1994. Druhá jednotka projektu 18270 byla do služby přijata roku 2015 v modernizované verzi projekt 18271.
Jednotky této třídy:
| Jméno | Verze         | Založení kýlu    | Spuštění          | Vstup do služby    | Status                                     |
| ----- | ------------- | ---------------- | ----------------- | ------------------ | ------------------------------------------ |
| AS-36 | Projekt 18270 | 6. července 1989 | 25. srpna 1994    | 15. listopadu 1994 | aktivní                                    |
| AS-40 | Projekt 18271 |                  | 19. července 2013 | 23. listopadu 2015 | aktivní, nosič záchranná loď Igor Bělousov |

## Konstrukce

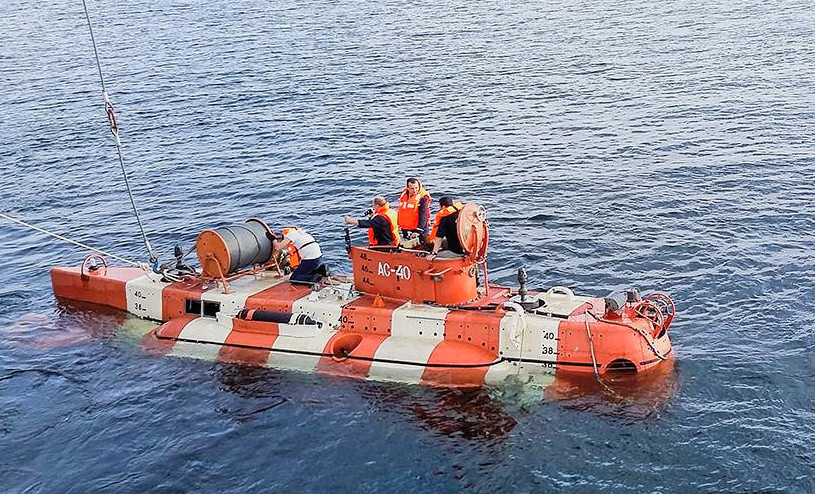
AS-40 Bestěr

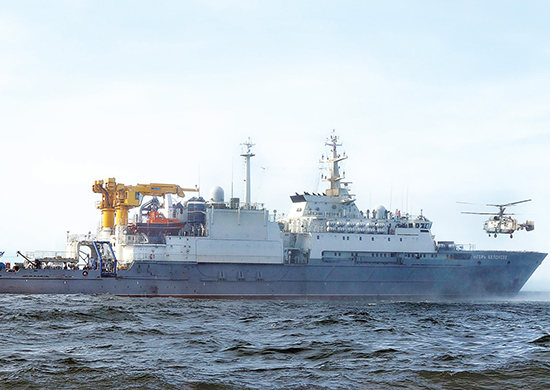
Igor Bělousov

### Projekt 18270
Ponorka má tříčlennou posádku a prostory pro dalších 18 zachráněných osob. Ponorku pohání jeden lodní šroub na zádi a dva otočné lodní šrouby sloužící k manévrování. Nejvyšší rychlost pod hladinou činí 3 uzly. Dosah je 14 námořních mil při rychlosti 1,5 uzlu. Operační hloubka ponorky je 750 metrů a maximální 790 metrů.

### Projekt 18271
Ponorka je vybavena sonarem typu Struktura-SVP. Počet zachráněných osob, které ponorka může vzít na palubu, stoupl na 22. Nejvyšší rychlost pod hladinou stoupla na 3,2 uzlu. Dosah je 10,2 námořních mil při rychlosti 1,5 uzlu.

## Operační služba
Miniponorka AS-36 byla roku 2000 nasazena do záchranných prací po potopení jaderné ponorky K-141 Kursk. Opakovaně se ponořila k vraku ponorky, avšak nepodařilo se jí s ní spojit. Při jednom z ponorů navíc sama utrpěla havárii, kvůli které se musela nouzově vynořit a téměř došlo k její ztrátě.